# Paris (Paris Hilton)
| Recensione           | Giudizio |
| -------------------- | -------- |
| AllMusic             |          |
| Entertainment Weekly | B        |
| The Guardian         |          |
| Pitchfork            | 5,2/10   |
| Slant Magazine       |          |

Paris è l'album di debutto di Paris Hilton. Prodotto da Warner Music, attraverso l'etichetta discografica Heiress Records fondata dalla stessa Hilton nel 2004, l'album è uscito il 18 agosto 2006 in limited edition che comprende un DVD.

## Descrizione
Si tratta di un album pop, con elementi R&B, new wave, hip hop e rock.
Paris è entrato alla sesta posizione della classifica statunitense vendendo 77 000 copie nella sua prima settimana e ha finora accumulato 198.000 vendite negli Stati Uniti e oltre 600.000 in tutto il mondo.
Dall'album sono stati estratti i singoli Stars Are Blind (canzone dal successo europeo dell'estate 2006), Turn It Up, Nothing in This World e Screwed.
Nell'album era presente anche una cover del celebre brano Do Ya Think I'm Sexy, uscita come singolo promozionale in Italia dove è stata anche utilizzata per uno spot al quale ha partecipato la stessa Hilton.

## Tracce
CD (Warner Bros. 9362-44138-2 (Warner) / EAN 0093624413820)
1. Turn It Up – 3:12 (Scott Storch, Penelope Magnet, Jeff Bowden, Paris Hilton)
2. Fightin' Over Me (feat. Fat Joe & Jadakiss) – 4:01 (Scott Storch, Taura Jackson, Fat Joe, Alonzo Jackson, Penelope Magnet, Paris Hilton, Jadakiss)
3. Stars Are Blind – 3:56 (Fernando Garibay, Ralph McCarthy, Shep Solomon)
4. I Want You – 3:12 (Barry Gibb, Jonathan Rotem, Evan "Kidd" Bogart, Kara DioGuardi)
5. Jealousy – 3:40 (Scott Storch, Paris Hilton, Kara DioGuardi)
6. Heartbeat – 3:43 (Billy Steinberg, Scott Storch, Josh Alexander)
7. Nothing in This World – 3:10 (Shep Solomon, Lukasz "Dr. Luke" Gottwald)
8. Screwed – 3:41 (Greg Wells, Kara DioGuardi)
9. Not Leaving Without You – 3:35 (Greg Wells, Paris Hilton, Kara DioGuardi)
10. Turn You On – 3:06 (Scott Storch, Taura Jackson, Alonzo Jackson, Paris Hilton, Courtney Triggs)
11. Do Ya Think I'm Sexy – 4:34 (Rod Stewart, Carmine Appice, Duane Hitchings) – originariamente interpretata da Rod Stewart

## Classifiche
| Classifica (2006) | Posizione massima |
| ----------------- | ----------------- |
| Svezia            | 6                 |
| Svizzera          | 2                 |
| Stati Uniti       | 6                 |
| Austria           | 2                 |
| Nuova Zelanda     | 3                 |
| Finlandia         | 7                 |
| Belgio (Fiandre)  | 8                 |
| Danimarca         | 2                 |
| Italia            | 2                 |
| Australia         | 2                 |
| Paesi Bassi       | 8                 |
| Regno Unito       | 2                 |
| Paesi Bassi       | 9                 |
| Francia           | 7                 |
| Spagna            | 8                 |